# Provincia di Sondrio
La provincia di Sondrio è una provincia italiana della Lombardia di 179 136 abitanti.

## Geografia fisica
La provincia di Sondrio è composta da un territorio prevalentemente montuoso solcato da valli che si estendono principalmente per via longitudinale; le principali sono la Valtellina e la Valchiavenna.
Racchiude in sé le montagne più elevate della Lombardia appartenenti alle Alpi Retiche ed è una provincia molto estesa, che comprende comuni di alta montagna come ad esempio Livigno, posto a quasi 2000 m di quota.
A nord e a ovest la provincia di Sondrio confina con la Svizzera (Canton Grigioni), a ovest con la provincia di Como e la provincia di Lecco, a sud con la provincia di Bergamo e a est con la provincia di Brescia e con il Trentino-Alto Adige (provincia autonoma di Trento e provincia autonoma di Bolzano).
La provincia di Sondrio ha la distinzione di essere l'unica provincia italiana stante in tre bacini alpini fluviali principali diversi: Val di Lei (comune di Piuro) con il suo Reno di Lei che manda le sue acque nel Mar del Nord in Olanda (pressi di Rotterdam) tramite il Reno Posteriore e poi il Reno vero e proprio; il fiume principale della provincia, l'Adda, che forma la Valtellina, cui acque sfociano nel Mar Adriatico mediante il Po, e il torrente Aqua Granda e altri minori che, mediante il lago artificiale denominato Livigno, si scaricano nel fiume Inn in territorio elvetico per poi unirsi al Danubio nell'Austria settentrionale (le acque della conca di Livigno sono dunque danubiane e pertanto finiscono nel Mar Nero nel sud-est della Romania). Dei quattro bacini alpini grandi infatti manca solo quello del fiume Rodano.

## Storia
Importante canale europeo, la provincia di Sondrio è stata per secoli la più veloce via di collegamento tra Europa centrale e penisola italiana, perciò fu oggetto di continue mire espansionistiche da parte dei popoli confinanti.
Sita nella zona che i Romani chiamavano Gallia cisalpina, fu abitata in età antica da popolazioni celto-liguri (leponzi) e retiche (camuni), romanizzate dopo l'avvento della dominazione romana.
Dopo la fine della dominazione romana con lo sgretolarsi dell'impero, passò sotto la dominazione dei Longobardi e poi dei Franchi. Gli imperatori assegnarono il territorio provinciale ai vescovi della Diocesi di Como, a cui tuttora appartiene.
Nel XIV secolo il territorio occidentale fu sotto il dominio dei Visconti e poi degli Sforza del ducato di Milano mentre quello orientale costituiva il limite estremo della Serenissima.
Nel 1512 passò al dominio del Canton Grigioni durante il quale si verificò nel 1620 il Sacro Macello in cui furono uccisi 400 protestanti (in maggioranza lo erano i grigionesi). Gian Giacomo Robustelli, capo della rivolta, dichiarò l'indipendenza della Valtellina. La Valchiavenna, che aveva traffici commerciali coi dominanti, non vi prese parte. La sanguinosa insurrezione dei cattolici contro i protestanti fu fomentata dalla Spagna (la quale aveva il ducato di Milano) e dai nobili valtellinesi esautorati dai nobili grigionesi. Ci fu un ventennio di sospensione del dominio grigionese fino al 1639 col Capitolato di Milano.
Nel 1797 cessò il dominio dei Grigioni quando Napoleone Bonaparte annesse la provincia alla Repubblica Cisalpina col nome di Dipartimento dell'Adda (che dal 1805 comprendeva l'intero territorio della provincia come costituito oggi).
Sconfitto Napoleone passò in mano agli austriaci che l'annessero al Regno Lombardo-Veneto.
Nel 1861 entrò a far parte del Regno d'Italia.

### Simboli
Lo stemma della Provincia di Sondrio è stato concesso con regio decreto del 5 agosto 1923.
(R.D. del 5 agosto 1923)
Lo stemma della Provincia riunisce gli emblemi dei comuni capoluogo degli antichi Terzieri della Valtellina: Sondrio, Morbegno e Tirano e dei contadi di Bormio e Chiavenna.
Lo stemma di Bormio (croce d'argento in campo rosso) risale agli antichi legami con la città di Como. Lo stemma di Tirano, un castello a tre torri sovrastato dall'aquila imperiale è lo stemma dei Visconti Venosta, la nobile famiglia tiranese legata indissolubilmente alla storia della città, e adottata come emblema comunale nel XIX secolo in sostituzione del tradizionale simbolo costituito dall'immagine san Martino, patrono della parrocchia, che taglia il mantello con la spada per donarne la metà ad un povero.
Lo stemma di Morbegno, nella parte inferiore dello scudo, va ricondotto agli apostoli Pietro e Paolo, patroni del Comune, i cui attributi sono le chiavi e la spada. Stessa origine per lo stemma del comune di Chiavenna (nel quarto punto) le cui chiavi incrociate hanno un significato religioso poiché anticamente le riunioni del consiglio comunale si tenevano nella chiesa di San Pietro; l'aggiunta successiva dell'aquila potrebbe riferirsi al passaggio dell'imperatore Federico Barbarossa per l'antico contado.
Al centro dello scudo, lo stemma del capoluogo dove le spade incrociate e le palme sono un riferimento ai patroni, i santi Gervasio e Protasio, soldati e martiri. Il giglio d'oro deriverebbe invece dai Capitani castellani di Masegra.

Territori Storici della Provincia di Sondrio

Il gonfalone della Provincia di Sondrio è costituito da un drappo di bianco.

### Onorificenze
La Provincia di Sondrio è tra le città decorate al valor militare per la guerra di liberazione, insignita il 16 marzo 1987 della medaglia d'argento al valor militare per i sacrifici delle sue popolazioni e per la sua attività nella lotta partigiana durante la seconda guerra mondiale: 
Inoltre, con decreto 18 novembre 1987 il Presidente della Repubblica ha disposto il conferimento della Medaglia d'argento al valor civile al Gonfalone della provincia di Sondrio in seguito al nubifragio avvenuto tra il 18 e il 28 luglio 1987 :

## Società

### Evoluzione demografica
Abitanti censiti

### Etnie e minoranze straniere
Secondo le statistiche ISTAT al 31 dicembre 2017 la popolazione straniera residente nella provincia era di 9 704 persone, pari al 5,35% della popolazione.
Le nazionalità maggiormente rappresentate in base alla loro percentuale sul totale della popolazione residente erano:
- Marocco: 1 719
- Romania: 1 534
- Ucraina: 606
- Albania: 502
- Moldavia: 467
- Cina: 427
- Nigeria: 301
- Senegal: 292
- Macedonia del Nord: 287
- India: 248

In termini assoluti, i comuni con il maggior numero di residenti stranieri sono Sondrio (1 963 abitanti), Morbegno (778) e Livigno (573), mentre in percentuale Delebio è il comune con più residenti stranieri (il 17,1%).

### Qualità della vita
La provincia di Sondrio è risultata quattordicesima nella classifica costruita da Sole24Ore sulla qualità della vita nelle province italiane del 2014.

## Comuni
Appartengono alla provincia di Sondrio i seguenti 77 comuni:
- Albaredo per San Marco
- Albosaggia
- Andalo Valtellino
- Aprica
- Ardenno
- Bema
- Berbenno di Valtellina
- Bianzone
- Bormio
- Buglio in Monte
- Caiolo
- Campodolcino
- Caspoggio
- Castello dell'Acqua
- Castione Andevenno
- Cedrasco
- Cercino
- Chiavenna
- Chiesa in Valmalenco
- Chiuro
- Cino
- Civo
- Colorina
- Cosio Valtellino
- Dazio
- Delebio
- Dubino
- Faedo Valtellino
- Forcola
- Fusine
- Gerola Alta
- Gordona
- Grosio
- Grosotto
- Lanzada
- Livigno
- Lovero
- Madesimo
- Mantello
- Mazzo di Valtellina
- Mello
- Mese
- Montagna in Valtellina
- Morbegno
- Novate Mezzola
- Pedesina
- Piantedo
- Piateda
- Piuro
- Poggiridenti
- Ponte in Valtellina
- Postalesio
- Prata Camportaccio
- Rasura
- Rogolo
- Samolaco
- San Giacomo Filippo
- Sernio
- Sondalo
- Sondrio
- Spriana
- Talamona
- Tartano
- Teglio
- Tirano
- Torre di Santa Maria
- Tovo di Sant'Agata
- Traona
- Tresivio
- Val Masino
- Valdidentro
- Valdisotto
- Valfurva
- Verceia
- Vervio
- Villa di Chiavenna
- Villa di Tirano

### Comuni più popolosi

Gonfalone provinciale

Di seguito è riportata la lista dei dieci comuni della provincia di Sondrio più popolati:
| Posizione | Stemma | Comune           | Popolazione (ab) | Superficie (km²) | Densità (ab/km²) | Altitudine (m s.l.m.) |
| --------- | ------ | ---------------- | ---------------- | ---------------- | ---------------- | --------------------- |
| 1ª        |        | Sondrio          | 21 343           | 20,88            | 1022             | 286                   |
| 2ª        |        | Morbegno         | 12 325           | 14,82            | 832              | 262                   |
| 3ª        |        | Tirano           | 8 872            | 32,37            | 274              | 441                   |
| 4ª        |        | Chiavenna        | 7 282            | 10,77            | 676              | 333                   |
| 5ª        |        | Livigno          | 6 798            | 227,30           | 30               | 1816                  |
| 6ª        |        | Cosio Valtellino | 5 550            | 23,99            | 231              | 231                   |
| 7ª        |        | Talamona         | 4 587            | 21,05            | 218              | 285                   |
| 8ª        |        | Teglio           | 4 581            | 115,32           | 40               | 900                   |
| 9ª        |        | Grosio           | 4 259            | 126,92           | 34               | 656                   |
| 10ª       |        | Valdidentro      | 4 166            | 226,73           | 18               | 1350                  |

## I vigneti
Per la città di Sondrio e per tutta la provincia una voce vitale nell'economia e nella tradizione culturale è la coltivazione della vite da cui si ottengono diverse varietà vinicole molto rinomate, le cui principali sono Maroggia, Grumello, Inferno (cantato anche dal poeta Eugenio Montale), Sassella e Valgella.
Per poter coltivare la vite nei difficili territori montuosi i contadini dovettero strappare, tramite l'uso dei terrazzamenti costruiti con muretti a secco, metro su metro a rocce e territori boschivi.
I terrazzamenti costruiti nel corso dei secoli rappresentano un brillante esempio di ingegneria rurale e un interessante esempio di trasformazione del territorio da parte dell'uomo, che cerca di sfruttare al meglio un territorio e un clima certo non favorevole all'agricoltura.
Culturalmente la coltivazione della vite rappresenta tuttora un punto focale nel mantenimento delle tradizioni popolari, ancora molto radicate soprattutto nei paesi.